# 한국여성농업인중앙연합회
한국여성농업인중앙연합회는 전국 후계자부인과 여성후계자의 친목도모 및 농어업경영의 합리화, 과학화로 여성농업인의 권익보호와 지위향상을 목적으로 1996년 8월 23일 설립된 대한민국 농림수산식품부 소관의 사단법인이다. 사무실은 서울특별시 송파구 가락동 71, 한농연회관 6층에 있다.

## 주요 사업
- 교육사업
- 도농교류사업
- 농권보호 및 대외협력
- 정책 및 조사연구사업